# اوکروس
اوکروس (به اسپانیایی: Ocros) یک منطقهٔ مسکونی در پرو است که در Ocros District واقع شده‌است. اوکروس ۲٬۰۰۰ نفر جمعیت دارد.